# Droga krajowa nr 42 (Węgry)
Droga krajowa nr 42 (węg. 42-es főút) – droga krajowa w komitacie Hajdú-Bihar we wschodnich Węgrzech. Łączy Püspökladány z granicą z Rumunią. Długość trasy wynosi 59 km.

## Trasy europejskie
Do 1985 roku stanowiła fragment trasy europejskiej E15. Obecnie pokrywa się z przebiegiem E60 i E79.

## Miejscowości leżące przy drodze nr 42
- Püspökladány (droga 4)
- Báránd (droga 4801)
- Földes (droga 3407, droga 4805)
- Berettyóújfalu (droga 47, droga 4812)
- Mezőptered (droga 4815)
- Biharkeresztes – obwodnica (droga 4817, droga 4808)
- Ártánd (droga 4218) – przejście graniczne Ártánd – Borș na granicy węgiersko-rumuńskiej; połączenie z rumuńską drogą 1